# Брумберг Віктор Олександрович
Віктор Олександрович Брумберг (рос. Виктор Александрович Брумберг; 12 лютого 1933, Москва) — радянський астроном.
Народився в Москві. У 1955 закінчив Московський університет і поступив в аспірантуру при Інституті теоретичної астрономії АН СРСР в Ленінграді. Учень члена-кореспондента АН СРСР М. Ф. Субботіна. З 1958 працює в цьому інституті (з 1964 — завідувач відділом небесної механіки).
Наукові роботи відносяться до небесної механіки і теоретичної астрономії. В області якісної небесної механіки побудував ряди поліномів в завданні трьох тіл, що сходяться для будь-якого дійсного моменту часу. У аналітичній небесній механіці отримав важливі результати в теорії спеціальних функцій і розробив метод визначення збуджень в прямокутних координатах, заснований на розділенні членів короткого і довгого періодів. Отримані ним розкладання збуджуючої функції були реалізовані в теорії руху Місяця і його штучних супутників. Вперше розвинув методи практичної побудови загальної планетної теорії, тобто теорії руху великих планет в чисто тригонометричній формі. З початку 1970-х років під його керівництвом були створені системи проведення аналітичних операцій на ЕОМ над довгими поліноміальними тригонометричними рядами, раціональними функціями від багатьох змінних, тензорами загальної теорії відносності. Ці системи набули широкого поширення в СРСР, і не тільки в рамках небесної механіки. У 1980-х роках основне місце в роботах Брумберга займають релятивістська небесна механіка і ефемеридна астрономія. Ним побудована релятивістська теорія руху Місяця, відкритий релятивістський взаємозв'язок поступальної і обертальної ходи планет, сформульовані релятивістські рівняння руху планет і супутників в широкому класі найбільш споживаних квазігалілейових систем координат, запропонована інваріантна процедура зіставлення вимірюваних і обчислюваних величин, розроблені методи релятивістської редукції оптичних і радіотехнічних вимірювань в астрономії і геодинаміці.
Список його наукових праць включає близько 100 робіт і 6 монографій. Автор монографії «Релятивістська небесна механіка» (1972), що є основним сучасним керівництвом з обліку релятивістських ефектів в завданнях небесної механіки.
Доктор фізико-математичних наук, професор, заслужений діяч науки Російської Федерації, член Європейської Академії, член-кореспондент Бюро довгот (Франція). Член Вченої ради Інституту прикладної астрономії РАН, член Дисертаційної ради Д002.067.01 при Інституті прикладної астрономії РАН.
Лауреат Державної премії СРСР (1982), лауреат премії Гумбольдта (ФРН), 29.4.2008 В.Брумбергу присуджена премія Брауера Американського Астрономічного Товариства